# Kleiner Halsbock

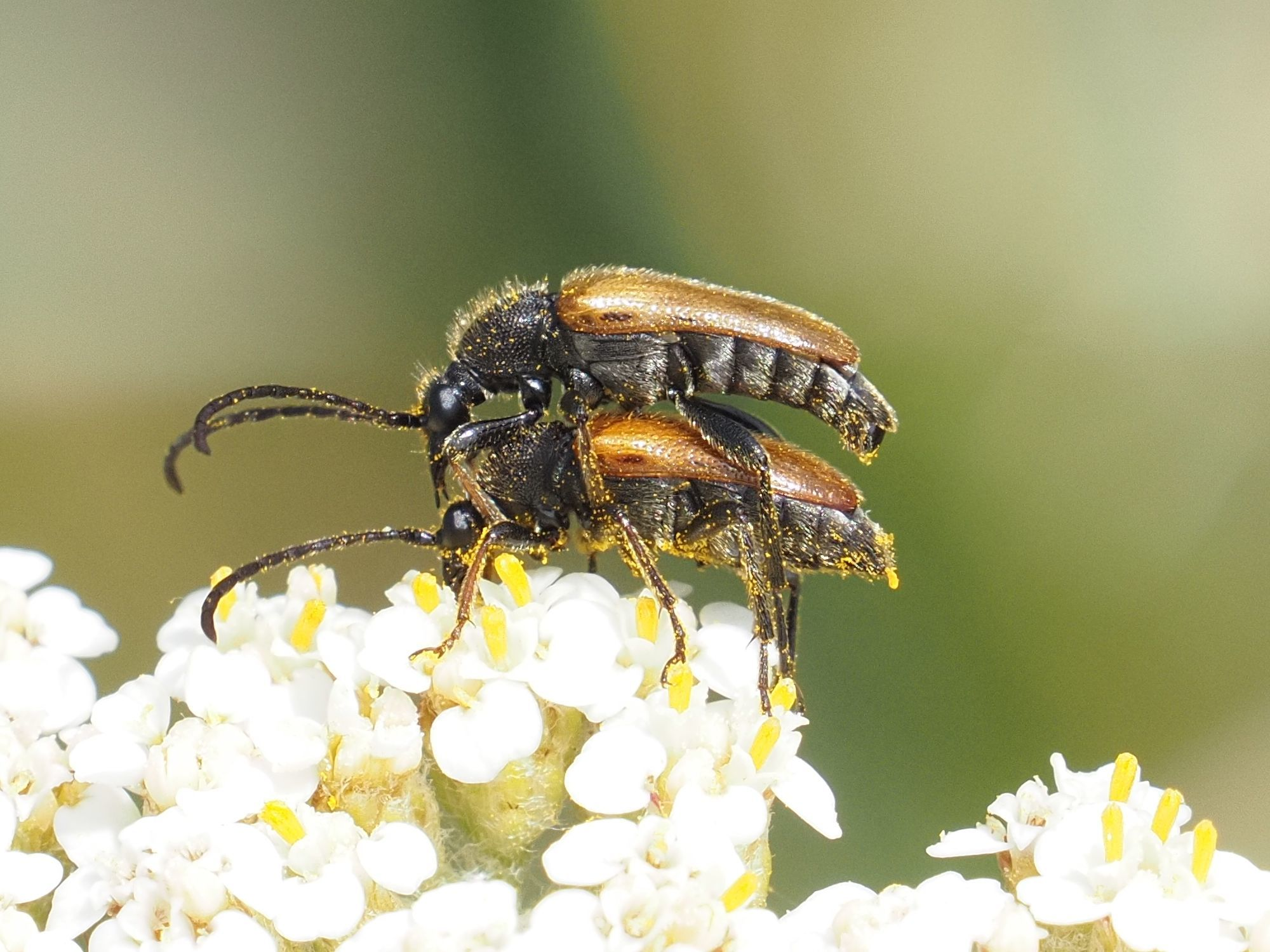
Kleiner Halsbock (Pseudovadonia livida), Paar

Der Kleine Halsbock, auch Bleicher Blütenbock oder Gelbflügeliger Halsbock, (Pseudovadonia livida, Syn.: Leptura livida, Vadonia livida) ist ein Bockkäfer der Paläarktis.

## Merkmale
Der Käfer wird 5 bis 10 Millimeter lang und hat einen fast kugeligen Halsschild. Die Flügeldecken sind bräunlichgelb gefärbt. Von ähnlichen Arten unterscheidet sich der Kleine Halsbock unter dem Mikroskop durch das hinten zweispitzige Schildchen (Scutellum).

## Vorkommen
Das Verbreitungsgebiet reicht in mehreren Unterarten von Mittel- und Südeuropa über Kleinasien und Syrien bis zum Kaukasus, dem Iran und dem Baikalsee. Abgesehen von Dänemark fehlt die Art in Nordeuropa. In Deutschland ist der Kleine Halsbock von der Ebene bis zur Waldgrenze allgemein verbreitet.

## Lebensweise
Die Larve entwickelt sich innerhalb von zwei Jahren in vom Nelken-Schwindling (Marasmius oreades) durchwachsener Humuserde. Die Käfer erscheinen von Mai bis Anfang Juli. Sie sind eifrige Blütenbesucher, insbesondere auf Doldenblütlern, Schafgarbe und Skabiosen.